# Баєріш-Гмайн
Баєріш-Гмайн (нім. Bayerisch Gmain) — громада в Німеччині, знаходиться в землі Баварія. Підпорядковується адміністративному округу Верхня Баварія. Входить до складу району Берхтесгаден.
Площа — 11,40 км2. Населення становить 3086 ос. (станом на 31 грудня 2020).